# Purna (ciutat)
Purna és una ciutat i municipi del districte de Parbhani a Maharashtra a l'Índia. Està situada a 19° 11′ N, 77° 03′ E / 19.18°N,77.05°E. Consta al cens del 2001 amb una població de 33.23 habitants. El seu nom històric fou Lasena.